# ノーマン・ロックウェル美術館

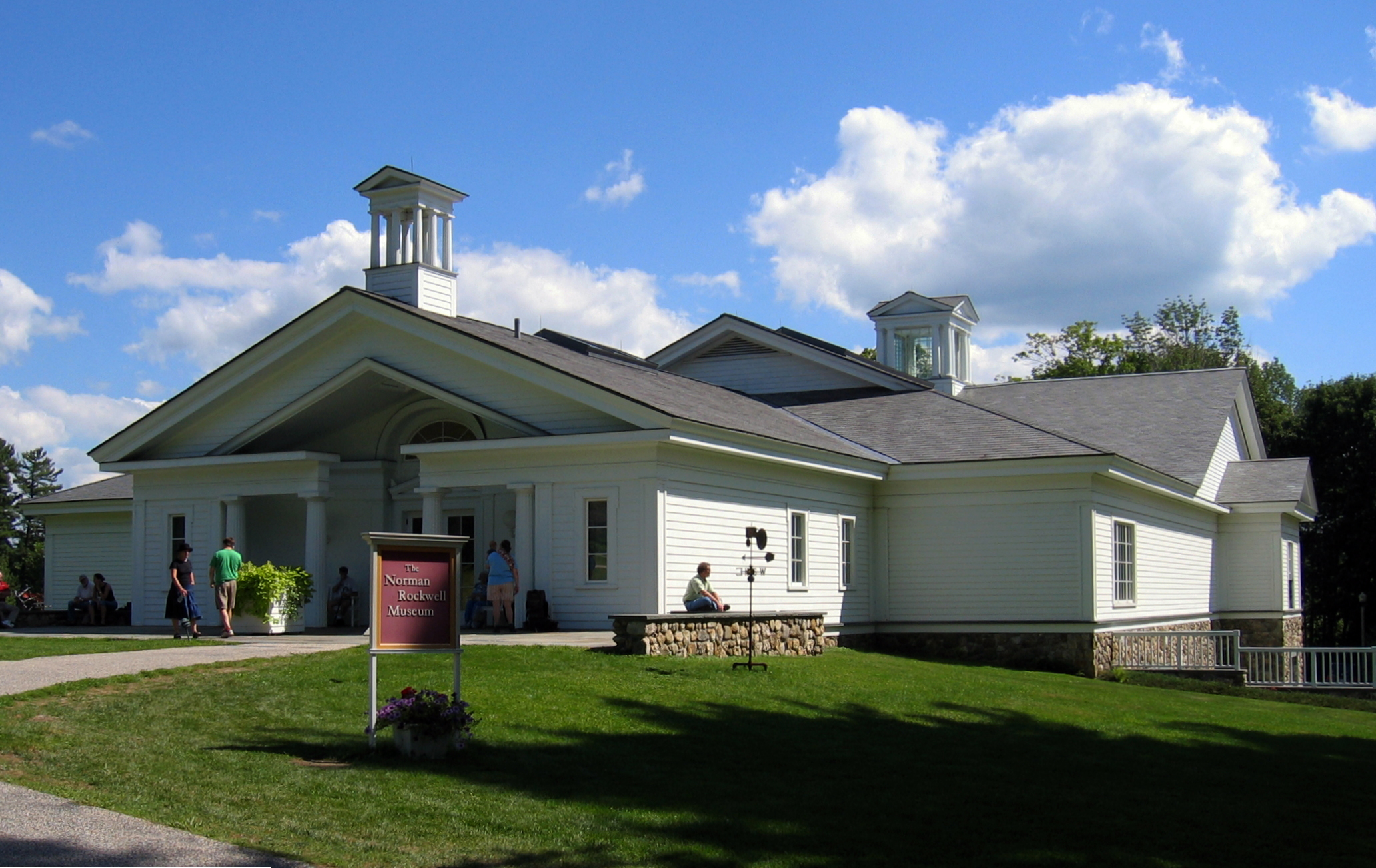
ノーマン・ロックウェル美術館

ノーマン・ロックウェル美術館（英語、The Norman Rockwell Museum）とは、アメリカ合衆国のマサチューセッツ州の西部、バークシャー地方（Berkshires）のストックブリッジ（Stockbridge）に存在する、ノーマン・ロックウェルの作品を多く収蔵していることで知られる美術館である。建物の設計は、ロバート・スターンが行った。ちなみに、ストックブリッジはノーマン・ロックウェルが1953年にやってきて、そのまま1978年に死亡するまで住んでいた場所である。この美術館はストックブリッジにある高台に建設されていて、美術館の近くにはノーマン・ロックウェルのアトリエが復元されている。